# 仇謎小鎮追緝令
《仇謎小鎮追緝令》是2024年一部美国惊悚片，由迈克尔·仔哥·霍尔编剧并执导，凯文·史派西主演。

## 演员
- 凯文·史派西 饰彼得[1]
- 杰特·詹德罗 饰萨姆 [2]
- 丽贝卡·德·莫妮 饰布伦达[3]
- 杰克·韦伯 饰洛克先生[4]

## 制作
影片于2021年9月在加利福尼亚州锡斯基尤县开机，2022年5月杀青。 

## 发行
2024年3月22日《仇謎小鎮追緝令》在美国上映。